# Pseudoleskea radicosa
Pseudoleskea radicosa là một loài Rêu trong họ Leskeaceae. Loài này được (Mitt.) Macoun & Kindb. miêu tả khoa học đầu tiên năm 1892.